# Agnes y Margaret Smith
Agnes Smith Lewis (1843 - 1926) y Margaret Dunlop Gibson (1843 - 1920), cuyos nombres de solteras fueron Agnes y Margaret Smith (denominadas ocasionalmente como las Hermanas de Westminster), fueron dos hermanas gemelas que destacaron por su erudición en los idiomas árabe, arameo palestino cristiano y siríaco. Hijas de un lingüista aficionado, aprendieron más de doce idiomas entre ellas y se convirtieron en aclamadas eruditas en sus campos académicos, además de benefactoras de la Iglesia Presbiteriana de Inglaterra, especialmente del Westminster College de Cambridge.
El descubrimiento de Agnes del Palimpsesto Sinaítico, que contenía una traducción de los cuatro evangelios canónicos del Nuevo Testamento al siríaco, durante en su primer viaje al Sinaí en 1892, fue uno de los hallazgos de manuscritos de palimpsesto más importantes desde la aparición del Codex Sinaiticus en 1859 por Konstantin von Tischendorf junto a los Evangelios curetonianos; custodiado hoy en la British Library. Su segunda valiosa contribución al campo de los estudios del arameo y la crítica de textos bíblicos fue la compra de otro manuscrito palimpsesto único, el Codex Climaci Rescriptus en Egipto y otro lote de documentos más grande a un erudito desconocido de Berlín en 1905, que contenía varios manuscritos individuales en arameo palestino cristiano de varios leccionarios con evangelios, epístolas y perícopas del Antiguo Testamento; además de incluir un texto apócrifo temprano sobre el Tránsito de María con la historia hagiográfica de Pedro y Pablo, fechados en el siglo VI y textos en griego con los evangelios, fechados entre los siglos VII y VIII, además de una sobrescritura siríaca de los textos La escalera del divino ascenso y Para el Pastor, ambos del monje Juan Clímaco de Sinaí.

## Vida personal y educación
Las gemelas Agnes y Margaret Smith nacieron el 11 de enero de 1843 de Margaret Dunlop y John Smith, este último abogado y lingüista aficionado. Su madre murió dos semanas después de su nacimiento y fueron criados por niñeras, una institutriz y su padre. Fueron educadas en escuelas privadas en Birkenhead, Cheshire y Kensington, Londres entre 1853 y 1862, intercalando su niñez y adolescencia con viajes por Europa junto a su padre.
Después de la muerte de su padre, se establecieron en Londres y se unieron a la iglesia presbiteriana en Clapham Road. Ya podían conversar con fluidez en alemán, francés e italiano, y continuaron aprendiendo idiomas e iniciaron viajes por Europa y el Medio Oriente, incluyendo travesías por el Nilo y visitas a Palestina en 1868. En 1870, Agnes escribió Eastern Pilgrims, relato de sus experiencias en Egipto y Palestina.

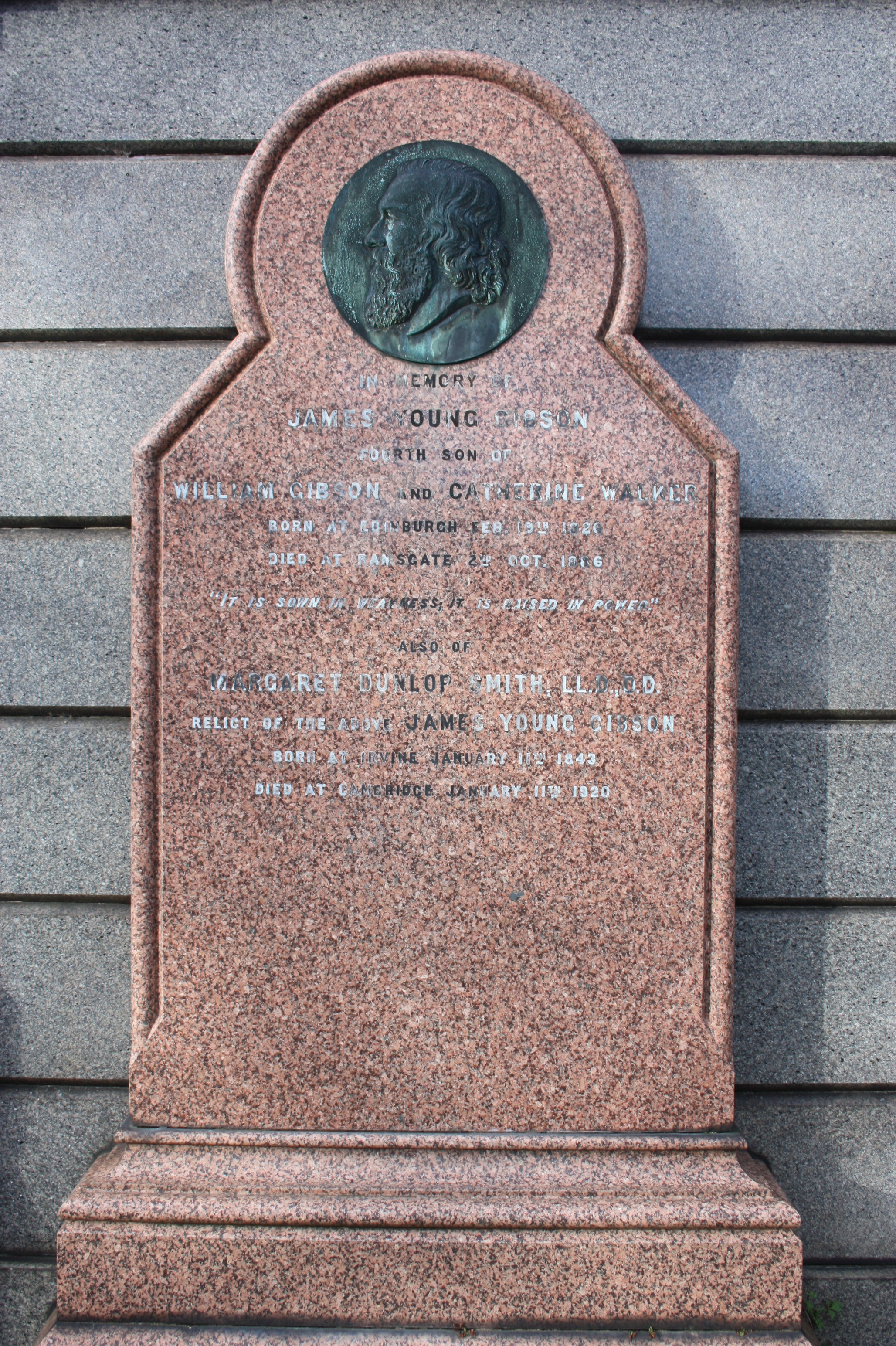
Tumba de Margaret y su esposo en el Cementerio Dean en Edimburgo.

En 1883, las gemelas, para entonces también bastante fluidas en griego, viajaron a Atenas y otras partes de Grecia, donde comenzaron una fuerte relación afectiva de por vida con la Iglesia ortodoxa de Grecia, cuyos monjes ocupaban el Monasterio de Santa Catalina del Monte Sinaí. El 11 de septiembre de 1883, Margaret se casó con James Young Gibson, un erudito que posteriormente trabajaría en traducciones; y en 1887, Agnes se casó con Samuel Savage Lewis, bibliotecario del Corpus Christi College de Cambridge. Samuel también se había formado como clérigo. Cada matrimonio terminó pronto con la muerte del esposo. El matrimonio de Margaret solo duró poco más de tres años.. Margaret sería enterrada posteriormente con su esposo en el cementerio Dean, ubicado al oeste de Edimburgo.

## Trabajo académico
En 1890, las hermanas se establecieron en Cambridge. Agnes comenzó a estudiar siríaco (Margaret lo retomaría más tarde, en 1893) y a mejorar su árabe, que había comenzado a aprender en 1883. Entusiasmada por el relato del cuáquero y orientalista J. Rendel Harris de su descubrimiento en el monasterio de Santa Catalina de un texto siríaco de la Apología de Arístides, viajaron al monasterio en 1892 y descubrieron una de las primeras versiones siríacas de los antiguos evangelios siríacos junto a los primeros evangelios curetonianos conocidos. Al año siguiente, en 1883, regresaron con tres académicos de Cambridge que incluían al profesor Robert L. Bensly y Francis C. Burkitt y sus esposas, así como a J. Rendel Harris, para copiar la totalidad del manuscrito, conocido como el Palimpsesto Sinaítico, que ayudó a mejorar lo referente a las traducciones siríacas y añadió variantes valiosas a los estudios del Nuevo Testamento. Se encontró que el manuscrito del palimpsesto había sido sobrescrito por el texto en siríaco de Vidas de mujeres santas, fechado en 779 por Juan el Recluso, y también por cuatro folios del siglo VI con un testimonio siríaco de la Asunción de María. Durante esta expedición, ambas hermanas también catalogaron la valiosa colección de manuscritos siríacos y árabes del monasterio.

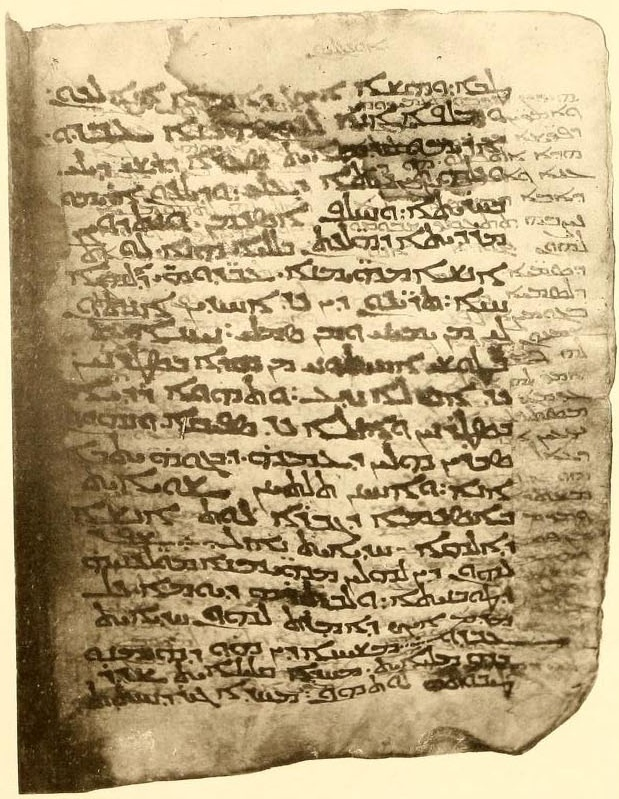
Parte del Evangelio de Mateo del Palimpsesto Sinaítico donde se aprecia el palimpsesto (manuscrito que conserva huellas de otra escritura anterior en la misma superficie, pero borrada para dar lugar a un nuevo texto).

En sus viajes a Egipto, Agnes y Margaret también pudieron comprar, entre otros, manuscritos únicos en arameo palestino cristiano como, por ejemplo, un manuscrito palimpsesto hagiográfico de Los cuarenta mártires del Sinaí y Eulogios, el cortador de piedra fechado entre el siglo VI y el siglo VII en 1906, sobreescrito por un texto árabe cristiano del siglo VIII; un leccionario casi completo del siglo XI en arameo palestino cristiano con varias perícopas bíblicas en 1895 y, más tarde, algunos de los folios perdidos de un coleccionista alemán en 1905; varias hojas de homilías cristianas, debajo de las cuales Agnes detectó manuscritos coránicos de los siglos VII y VIII, que ella y Alphonse Mingana fecharon como posiblemente pre-utmánicos. Estos folios de palimpsesto se prestaron para la exposición "Internationale Ausstellung für Buchgewerbe und Graphik" en Leipzig en 1914 y, debido al estallido de la Primera Guerra Mundial, solo se devolvieron en 1936 después de la exitosa intervención de Paul Kahle. Recopilaron alrededor de 1.700 fragmentos de manuscritos, ahora conocidos como la colección Lewis-Gibson, incluyendo algunos que pertenecían a la Geniza de la Sinagoga Ben Ezra en El Cairo Viejo.  Las hermanas continuaron viajando y escribiendo hasta la Primera Guerra Mundial, y estuvieron detrás de otros descubrimientos a través de adquisiciones, incluyendo el de un manuscrito hebreo temprano del Libro del Eclesiástico en la Geniza del Cairo, identificado por Solomon Schechter.
El curso de paleografía en Cambridge de J. Rendel Harris permitió a Agnes entrar en el escenario académico como una erudita siríaca de "reputación internacional", como autora de la introducción a la publicación del equipo de la traducción palimpsesto que expedicionó en 1894. Aunque la Universidad de Cambridge nunca honró a los dos gemelas eruditas con títulos (ya que no permitiría a las mujeres acceder a títulos universitarios hasta 1948), recibieron títulos honoríficos de las universidades de Halle, Heidelberg, Dublín y St Andrews, y ambos fueron honradas además con la medalla de oro trienal de la Royal Asiatic Society, la banda azul de investigación oriental en 1915.
En Cambridge, asistieron a la iglesia de San Columba. Eran generosas anfitrionas en su casa, Castlebrae, que se convirtió en el centro de un animado círculo intelectual y religioso.

## Legado

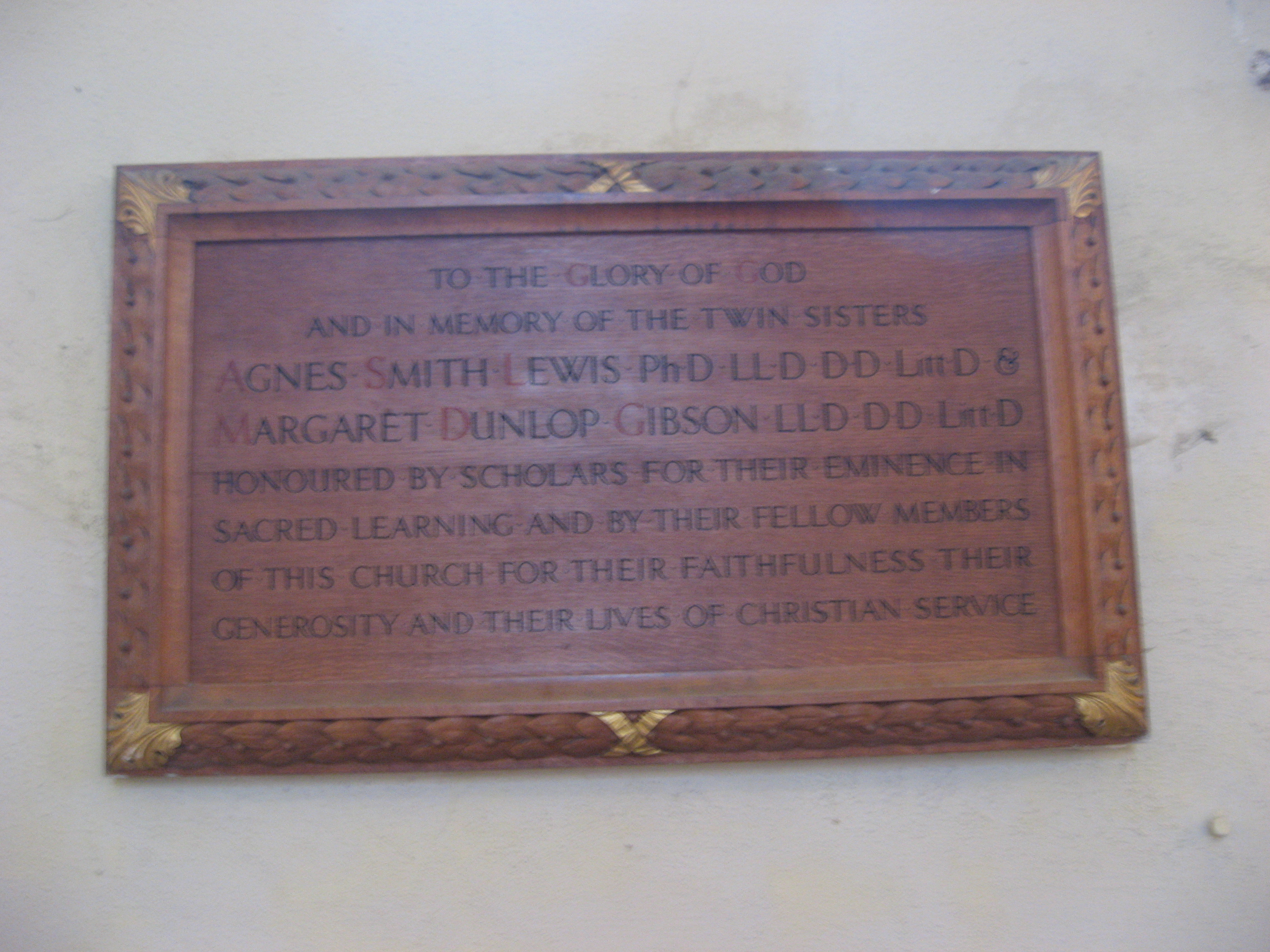
Placa en homenaje a Agnes y Margaret en la Iglesia Reformada Unida de San Columba en Oxford.

Las hermanas utilizaron su herencia para mejorar los terrenos y parte de los edificios del Westminster College en Cambridge. Esto fue mucho después de que a los inconformistas se les permitiera convertirse en miembros de pleno derecho de las universidades de Oxbridge mediante la derogación de las Test Act; y luego que ese colegio presbiteriano se mudara desde Queen Square, Londres a un sitio adquirido de St John's College, Cambridge en 1899. También ayudaron al establecimiento de la capellanía presbiteriana de la Universidad de Oxford, actualmente la Iglesia Reformada Unida de San Columba en Oxford.
Actualmente, se puede encontrar una colección de álbumes de recortes de prensa relacionados con Agnes Smith Lewis y Margaret Dunlop Gibson en la Biblioteca de Investigación Cadbury de la Universidad de Birmingham.

### Obras

#### Agnes Smith Lewis
- Eastern Pilgrims: The travels of three ladies (Londres, 1870)
- Effie Maxwell (Londres, 1876) (novela)
- The Brides of Ardmore: A story of Irish life (Londres, 1880)
- Through Cyprus (Londres, 1887)
- Glimpses of Greek Life and Scenery (Londres, 1884)
- Catalogue of the Syriac MSS. in the Convent of S. Catharine on Mount Sinai (Londres, 1894)
- A Translation of the Four Gospels from the Syriac of the Sinaitic Palimpsest (Londres y Nueva York, 1894)
- A Translation of the Four Gospels from the Syriac of the Sinaitic Palimpsest (Londres, 1896) (revised and extended edition)
- Some Pages of the Four Gospels Re-transcribed from the Sinaitic Palimpsest with a Translation of the Whole Text (Londres, 1896)
- In the Shadow of Sinai: A story of travel and research from 1895 to 1897 (Cambridge, 1898)
- Select Narratives of Holy Women: From the Syro-Antiochene or Sinai Palimpsest (Londres, 1900)
- Apocrypha Syriaca: The Protevangelium Jacobi and Transitus Mariae (Londres, 1902, en coautoría con Alphonse Mingana)
- Acta Mythologica Apostolorum (Londres, 1904) (textos en traducción al inglés)
- Supplement to a Palestinian Syriac Lectionary (Cambridge, 1907)
- Codex Climaci Rescriptus: Fragments of the Sixth-Century Palestinian Syriac Texts of the Gospels, of the Acts of the Apostles, and of St Paul’s Epistles (Londres, 1909)
- The Old Syriac Gospels or Evangelion da-Mepharreshê (Londres, 1910)
- The Forty Martyrs of the Sinai Desert and the Story of Eulogius from a Palestinian Syriac and Arabic Palimpsest (Cambridge, 1912)
- Light on the Four Gospels from the Sinai Palimpsest (Londres, 1913)
- Leaves From Three Ancient Qur'ans; Possibly Pre-Othmanic (Cambridge, 1914, en coautoría con Alphonse Mingana)

#### Margaret Dunlop Gibson
- How the Codex Was Found: A narrative of two visits to Sinai from Mrs. Lewis's journals, 1892 – 1893 (Cambridge, 1893)
- An Arabic Version of the Epistles of St. Paul to the Romans, Corinthians, Galatians with part of the Epistle to the Ephesians from a ninth century MS. in the Convent of Saint Catharine on Mount Sinai. Studia Sinaitica II (Londres, 1894).
- Catalogue of the Arabic mss. in the Convent of Saint Catharine on Mount Sinai. Studia Sinaitica III (Londres, 1894).

#### Agnes Smith Lewis y Margaret Dunlop Gibson
- A Palestinian Syriac Lectionary containing Lessons from The Pentateuch, Job, Proverbs, Prophest, Acts, and Epistles (Londres, 1897)
- The Palestinian Syriac Lectionary of the Gospels (Londres, 1899)
- Palestinian Syriac Texts from palimpsest fragments in the Taylor-Schechter collection (Londres, 1900)